# خاكي برانازار (مقاطعة دلفان)
خاكي برانازار (بالفارسية: خاکی برانازار) هي قرية تقع في قسم كاكاوند الغربي الريفي (مقاطعة دلفان) في إيران. يقدر عدد سكانها بـ 34 نسمة .